# Palazzo del Provveditore
Palazzo del Provveditore, splošno znana kot Beneška palača, je bila kraljeva palača v Famagusti, ki so jo prvotno zgradili ciprski kralji Lusignani. Kasneje med [[Beneška republika|beneško]g vladavino so jo spremenili in uporabljali kot guvernerjevo uradno rezidenco. Osrednji deli palače so bili popolnoma uničeni, ostalo je le njeno veličastno pročelje in zadnji dvoriščni zidovi.

## Zgodovina
Lusignanski kralji so poleg Nikozije uporabljali Famagusto kot svoje drugo prebivališče. Natančno leto, ko je bila palača prvič zgrajena, ostaja nejasno, vendar večina virov vzame letnice 1300-1302, poroča genovski uradnik Lamberto di Sambuceto, ki je uporabil izraz »palača ciprskega kralja« (latinsko domini regis Cipri), ki se nanaša na stavbo. Negotov je tudi kralj, odgovoren za njeno gradnjo. Camille Enlart je predlagal Henrika II.
Benečani so palačo močno prenovili, skupaj z mestnim obzidjem in drugimi javnimi prostori. Sprednja fasada in zadnji del palače sta bili popolnoma spremenjeni. Arhitekturno je gotske značilnosti nadomestila italijanska renesančna arhitektura. To se je zgodilo v 16. stoletju, natančni letnici, ki sta ju podala Selton in Hazard, pa sta 1552-1554.
Večina virov trdi, da so bili osrednji deli uničeni med obleganjem Famaguste leta 1571, čeprav osmanski opisi palače leta 1571 ne omenjajo nobenega uničenja. Strukture palače so bile med osmansko vladavino uporabljene kot vojaške barake, zapor in prostor za vojaške vaje, zaradi česar je stavba izgubila svoj pomen v urbanem tkivu. V tem času ni znakov kakršne koli obnove. Med britansko vladavino je bila stavba nekaj časa uporabljena kot zapor in policijski štab. Sredi 20. stoletja so bile preostale stavbe evakuirane, deli spremenjeni v muzej Grajska ječa Namık Kemal in dvorišče, uporabljeno za razstavo vojaške opreme. Nekaj sodobnih topov, topovskih krogel in »kosov velikega granitnega stebra« je trenutno razstavljenih na dvorišču.

## Arhitektura
Palača je redek primer renesančne arhitekture na Cipru. Ohranjeni deli so sprednja fasada s tremi loki in grbom na srednjem loku, temu pritrjena »roka« na jugovzhodu, kapela in zid v obliki črke L na samem zadnjem delu dvorišča. Lok na sprednji strani je bil izdelan iz materiala iz Salamisa: tako stebri kot kamni izvirajo od tam.
Za pročeljem je več lokov, ki potekajo vzporedno z njim in so v primerjavi s tem zelo preprosti. Domneva se, da so to ostanki prvotne palače Lusignanov. V kraku so majhne sobe, ki gledajo na dvorišče in so bile uporabljene kot zapori ali arzenal in trgovine, dostopne z ulice v pritličju, stavba iz osmanskega obdobja, ki jo uporablja Oddelek za starine, in nekatere strukture, zgrajene sredi 20. stoletja. Križni oboki in stene, debelejše od metra v nekaterih trgovinah, kažejo na elemente, ki so v teh strukturah nastali pred beneško vladavino.
Obstajajo dokazi, da je bila kapela skozi čas spremenjena. Kapela je bila do leta 1974 uporabljena kot muzej in je bila obnovljena med letoma 1930 in 1950. Stene v obliki črke L so iz beneškega obdobja. Enlart je domneval, da so deli tega morda obdajali veliko dvorano.
O uničenih delih palače ni veliko znanega. Delo Oddelka za starine je pokazalo prisotnost cistern. Gravure in poročilo popotnika iz 15. stoletja kažejo, da je imela palača dve nadstropji, čeprav ima sedanji vhod le eno nadstropje. Na gravuri iz leta 1571 je bil pred palačo prikazan balkon.